# Lotus 80
Der Lotus 80 war ein Formel-1-Rennwagen des britischen Rennstalls Lotus, der in der Formel-1-Saison 1979 eingesetzt wurde.

## Technische Daten
Der Lotus 80 wurde von Colin Chapman, Martin Ogilvie, Peter Wright und Tony Rudd konzipiert und entwickelt und sollte für 1979 den Lotus 79 ersetzen. Die Konstrukteure versuchten den Bodeneffekt noch besser zu nutzen und scheiterten. Die Seitenteile – und damit die Schürzen, die den Bodeneffekt erst möglich machten – wurden in einem Schwung zwischen den Hinterrädern nach hinten gezogen. Der Heckflügel war integraler Bestandteil des Chassis und so niedrig angebracht, dass er kaum über die Motorabdeckung hinausragte.
Der Wagen hatte auch unter der Nase Schürzen, die sich beim Fahren rasch abschliffen. Nach den ersten Testfahrten wurden die Frontschürzen wieder demontiert und durch eine konventionelle Frontpartie ersetzt. Das größte Problem waren aber die Hauptschürzen. Mario Andretti berichtete nach den Testfahrten, dass der Rennwagen zwar guten Vortrieb habe, in den Kurven jedoch extrem unruhig sei. Beim Fahren wurde die Strömung unter dem Auto instabil, was zur Folge hatte, dass die Saugwirkung immer wieder unterbrochen wurde. Vor allem durch überhöhte Kurven zu fahren war gefährlich. Trotz vieler Testfahrten konnte dieses Phänomen nicht ganz beseitigt werden. Der Öffentlichkeit vorgestellt wurde das Fahrzeug schließlich am 16. März 1979 in Brands Hatch.
Das Monocoque des Fahrzeugs selbst war aus Aluminium und Titan in Sandwichbauweise mit Wabenkern gefertigt, was gegenüber dem Vorjahreswagen eine Gewichtsersparnis von 25 kg erbrachte. Die Karosserie bestand aus einem einzigen abnehmbaren Stück und war aus glasfaser- und aramidverstärktem Kunststoff gefertigt worden. Der Radstand betrug 2789 mm; die der Spurweite vorn 1700 mm und hinten 1638 mm.
Angetrieben wurde der Lotus 80 von einem Ford-Cosworth DFV. Der wassergekühlte, nicht aufgeladene Achtzylinder-V-Motor mit 90° Bankwinkel mit einem Hubraum von 2993 cm³ leistete rund 470 PS (345 kW) bei einer Drehzahl von etwa 10.800/min. Das manuell zu schaltende, längs eingebaute Lotus-Hewland-Getriebe hatte fünf Vorwärtsgänge und einen Rückwärtsgang. Der Tank des Fahrzeuges fasste 175 Liter. Alle Räder waren einzeln an Doppelquerlenkern aufgehängt. Die Stoßdämpfer wurden von Koni bezogen. Auf die Räder von Speedline waren Goodyear Slickreifen in den Dimensionen 11 × 13 Zoll vorn und 18,5 × 13 Zoll hinten montiert.

## Sponsor
Hauptsponsoren des Teams waren der Spirituosenhersteller Martini, das monegassische Ölhandelsunternehmen Essex sowie der Schweizer Uhrenhersteller Tissot. Lackiert war das Fahrzeug in British Racing Green.

## Saisonverlauf
Trotz genannter Probleme gab der Lotus 80 beim Großen Preis von Spanien mit Andretti am Steuer sein Renndebüt, der mit dem Wagen prompt den dritten Rang erreichte. Nach den Rennen in Belgien, wo Andretti das Fahrzeug lediglich in einer Trainingssitzung gefahren hatte, und dem Großen Preis von Monaco wurde der Rennwagen zurückgezogen und aerodynamisch überarbeitet. Doch auch diese Modifikationen vermochten nicht, das Fahrverhalten des Fahrzeugs entscheidend zu verbessern. Letztmals kam der Lotus 80 bei einem freien Training zum Großen Preis von Frankreich durch Andretti zum Einsatz. Danach wurde die Entwicklung des Fahrzeugs eingestellt. Der zweite Werksfahrer Carlos Reutemann hatte eine Rennteilnahme mit dem Lotus 80 abgelehnt und war immer mit dem 79 gefahren.
| Fahrer                           | Nr.                              | 1 | 2 | 3 | 4 | 5 | 6 | 7   | 8 | 9 | 10 | 11 | 12 | 13 | 14 | 15 | Punkte | Rang |
| -------------------------------- | -------------------------------- | - | - | - | - | - | - | --- | - | - | -- | -- | -- | -- | -- | -- | ------ | ---- |
| Automobil-Weltmeisterschaft 1979 | Automobil-Weltmeisterschaft 1979 |   |   |   |   |   |   |     |   |   |    |    |    |    |    |    | 39     | 4.   |
| M. Andretti                      | 1                                |   |   |   |   | 3 |   | DNF |   |   |    |    |    |    |    |    | 39     | 4.   |
| C. Reutemann                     | 2                                |   |   |   |   |   |   |     |   |   |    |    |    |    |    |    | 39     | 4.   |

| Legende  | Legende            | Legende                                                          |
| Farbe    | Abkürzung          | Bedeutung                                                        |
| -------- | ------------------ | ---------------------------------------------------------------- |
| Gold     | –                  | Sieg                                                             |
| Silber   | –                  | 2. Platz                                                         |
| Bronze   | –                  | 3. Platz                                                         |
| Grün     | –                  | Platzierung in den Punkten                                       |
| Blau     | –                  | Klassifiziert außerhalb der Punkteränge                          |
| Violett  | DNF                | Rennen nicht beendet (did not finish)                            |
| Violett  | NC                 | nicht klassifiziert (not classified)                             |
| Rot      | DNQ                | nicht qualifiziert (did not qualify)                             |
| Rot      | DNPQ               | in Vorqualifikation gescheitert (did not pre-qualify)            |
| Schwarz  | DSQ                | disqualifiziert (disqualified)                                   |
| Weiß     | DNS                | nicht am Start (did not start)                                   |
| Weiß     | WD                 | zurückgezogen (withdrawn)                                        |
| Hellblau | PO                 | nur am Training teilgenommen (practiced only)                    |
| Hellblau | TD                 | Freitags-Testfahrer (test driver)                                |
| ohne     | DNP                | nicht am Training teilgenommen (did not practice)                |
| ohne     | INJ                | verletzt oder krank (injured)                                    |
| ohne     | EX                 | ausgeschlossen (excluded)                                        |
| ohne     | DNA                | nicht erschienen (did not arrive)                                |
| ohne     | C                  | Rennen abgesagt (cancelled)                                      |
| ohne     | keine WM-Teilnahme |                                                                  |
| sonstige | P/fett             | Pole-Position                                                    |
| sonstige | 1/2/3/4/5/6/7/8    | Punktplatzierung im Sprint-/Qualifikationsrennen                 |
| sonstige | SR/kursiv          | Schnellste Rennrunde                                             |
| sonstige | *                  | nicht im Ziel, aufgrund der zurückgelegten Distanz aber gewertet |
| sonstige | ()                 | Streichresultate                                                 |
| sonstige | unterstrichen      | Führender in der Gesamtwertung                                   |